# Ángeles Marco
Ángeles Marco (Valencia, 1947-Ibídem, 2008) fue una escultora española.
Estudió en la Facultad de Bellas Artes de San Carlos hasta 1966, y obtuvo el doctorado en 1987 por la Universidad Politécnica de Valencia, en la que era profesora desde 1989. Durante dos décadas compaginó la docencia con la creación escultórica. El hierro se convirtió, a lo largo del tiempo, en su material preferido aunque también trabajó el caucho, el cristal o la cera. Estuvo notablemente influenciada por el minimalismo, el constructivismo y el arte conceptual. 
Obtuvo el Premio Alfons Roig de la Diputación de Valencia en 1988 y en este mismo año el IVAM (Instituto Valenciano de Arte Moderno) le dedicó una de sus grandes exposiciones "El taller de la memoria" a la que seguiría, en 2001 "Trípodes oblicuos y conos" en la Universidad Politécnica de Valencia (que se encuentra ubicada en el  Campus Escultórico de Vera).
Es uno de los grandes referentes de la escultura moderna en el País Valenciano y en España. Personal e innovadora, abrió caminos y nuevos lenguajes tanto en su obra como en su labor pedagógica, generando influencia en toda una generación de jóvenes escultores.
Consiguió dar un gran impulso al arte escultórico, dejando buena muestra de su maestría en la Diputación de Valencia y Alicante, la Caja de Ahorros de Valencia, el Museo de arte contemporáneo de Madrid, el IVAM, el Museo de Bellas Artes de Málaga, la Universidad Literaria y la Universidad Politécnica de Valencia, donde se encuentran colecciones de su obra.
Realizó exposiciones individuales en Arco (Feria Internacional de Arte Contemporáneo), el Centro del Carmen, el museo de Arte Contemporanéo de Madrid y en la galería Leonarte de Valencia.
Falleció en 2008 a los 61 años, en Valencia. 
"(...) las propuestas que fijaron la atención en torno al trabajo de Ángeles Marco se basaban en pequeñas piezas escenográficas cuya acentuación perspectiva alteraba la percepción visual y conceptual del espacio en el que se insertaban pero, básicamente a partir del pasado año, su trabajo comenzaría a evolucionar hacia un planteamiento más ambicioso de esa equivocidad perceptiva y simbólica, a través de piezas que concretaban campos de evocación formal y funcional más extensos o, mejor dicho, que abrían en dichos campos situaciones de inestabilidad y contradicción." 
En 2018 con motivo del 40 aniversario de la Constitución española su escultura Serie Suplemento,Sin título VII, (1990) fue seleccionada entre las obras procedentes del Museo Centro de Arte Reina Sofía para estar representada en la exposición El poder del arte. Esta exposición se ha ubicado, por primera vez, en los edificios del Congreso de los Diputados y del Senado.